# Fire with Fire (singolo)
Fire with Fire è una canzone della band statunitense Scissor Sisters, primo singolo estratto dal loro terzo album Night Work. Il singolo è stato pubblicato il 20 giugno 2010.
La canzone è stata scritta da Babydaddy, Jake Shears e Stuart Price, e prodotta da quest'ultimo.
È stata utilizzata per la colonna sonora di FIFA 11.

## Video
Il video del singolo è stato diretto da Philip Andelman e girato di notte per le strade delle città natale della band, New York City. Il video mostra il gruppo eseguire il brano su un palco montato sopra un camion, che si aggira per le strade di Manhattan sotto gli occhi dei passanti.

## Tracce
CD single
1. Fire with Fire – 4:19
2. Invisible Light (Siriusmo Remix) – 4:32

UK 12" vinyl
1. Fire with Fire – 4:19
2. Fire with Fire (Rory Philips Remix)
3. Fire with Fire (Acapella)

UK iTunes EP
1. Fire with Fire – 4:19
2. Fire with Fire (Digital Dog Radio Remix) – 2:42
3. Invisible Light (US 12") – 7:25

Remix ufficiali
1. Fire with Fire (Album Version) - 4:13
2. Fire with Fire (Digital Dog Club Mix) - 5:30
3. Fire with Fire (Rauhofer Reconstruction Mix) - 8:51
4. Fire with Fire (Digital Dog Dub) - 6:16
5. Fire with Fire (Digital Dog Radio Edit) - 2:42
6. Fire with Fire (Radio Edit) - 3:41

## Classifiche
| Classifica (2010) | Posizione raggiunta |
| ----------------- | ------------------- |
| Regno Unito       | 11                  |
| Irlanda           | 16                  |
| Italia            | 16                  |
| Austria           | 24                  |
| Svezia            | 36                  |
| Belgio (Fiandre)  | 48                  |
| Germania          | 51                  |
| Svizzera          | 54                  |
| Belgio (Vallonia) | 61                  |
| Paesi Bassi       | 97                  |